# San Martino di Lupari
San Martino di Lupari là một đô thị thuộc tỉnh Padova vùng Veneto, located about 45 km northvề phía tây của Venezia và cách khoảng 25 km về phía bắc của Padova. Tại thời điểm ngày 31 tháng 12 năm 2004, đô thị này có dân số 12.053 người và diện tích 24,3 km².
Đô thị San Martino di Lupari bao gồm các frazioni (các đơn vị cấp dưới, chủ yếu là làng) Campagnalta, Monastiero, Campretto, Borghetto, and Lovari.
San Martino di Lupari giáp các đô thị: Castelfranco Veneto, Castello di Godego, Galliera Veneta, Loreggia, Loria, Rossano Veneto, Santa Giustina in Colle, Tombolo, Villa del Conte.